# Ataenius wenzeli
Ataenius wenzeli är en skalbaggsart som beskrevs av Horn 1887. Ataenius wenzeli ingår i släktet Ataenius och familjen Aphodiidae. Inga underarter finns listade.